# Odin Planitia
Odin Planitia est une plaine basse parmi les plus lisses de Mercure. Elle comprend le plus grand dôme volcanique visible ainsi qu'une des plus grandes crêtes ridées de la planète. Elle est proche du bord du bassin Caloris dans le quadrangle de Shakespeare (H-03).   

## Appellation
En 1976, l'Union astronomique internationale  (UAI) valide son nom dans la nomenclature des systèmes planétaires mercuriens en donnant, comme pour toutes les nouvelles planitae un nom rattaché à la planète Mercure ou à un dieu équivalent du dieu romain Mercure dans d'autres langues. L’UAI a choisi le nom du dieu Odin de la mythologie nordique,.

## Cartographie
Dans le quadrangle de Shakespeare, elle fait partie des plaines lisses entourant le bassin Caloris avec Suisei Planitia, Tir Planitia,  Buth Planitia au sud-est d'Odin Planitia , elle-même à l'est du bassin  Caloris, et reliée au bassin par Caloris Montes.  

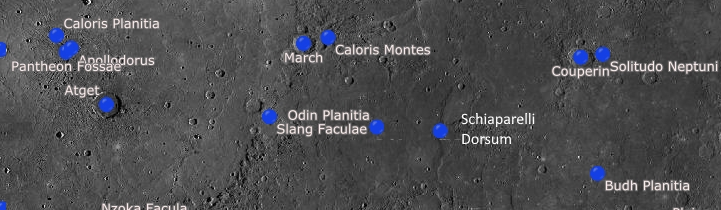
Odin Planitia entre Caloris Planitia et Budh Planitia

## Relief géologique
Odin Planitia est une plaine bosselée grise parmi les zones les plus lisses et les moins accidentées de tout Mercure. L'impact et la fonte de l'impact ont sans doute formé les bosses et la texture ondulée inhabituelles d'Odin Planitia. Le plus grand dôme volcanique visible sur les images de Mariner 10, se trouve au centre d'Odin Planitia, il a un diamètre de 7 km et une hauteur de 1,4 km. La plaine basse contient une des plus grandes crêtes ridées de Mercure de 400 km de long, Schiaparelli Dorsum. Les crêtes de rides d'un motif concentrique dans Odin Planitia suggèrent l'influence d'un bassin d'impact enterré.        

### Similitudes avec les caractéristiques lunaires
Les plaines lisses entourant la plaine de Caloris, Suisei, Odin et Tir ont été probablement formées d'éjections de Caloris fondues par l'impact suivi d'un volcanisme généralisé identique à la formation des mers lunaires. Si les plaines lisses sont analogues aux mers lunaires, il est possible de déterminer les périodes de formation des plaines. 
La proximité d'Odin du bord du bassin de Caloris présente souvent une transition graduelle de formations de bosses, interprétées comme des mélanges de fonte d'impact et d'éjecta de bassin, vers des plaines lisses sans bosses. Des analogies morphologiques à la formation d'Odin se trouvent aussi sur la formation de la chaîne montagneuse de la Lune Montes Rook.

## Galerie

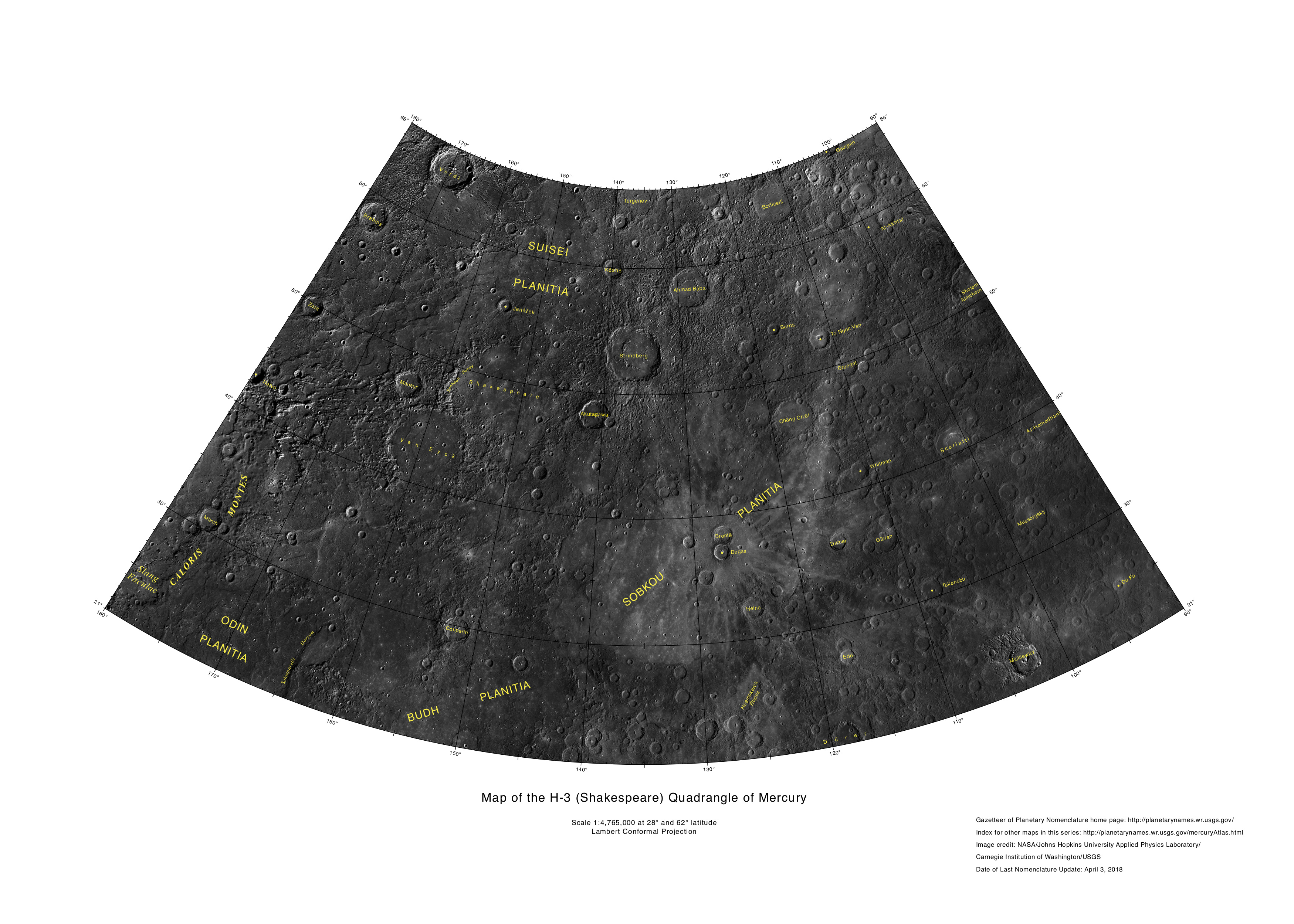
Quadrangle Shakespeare
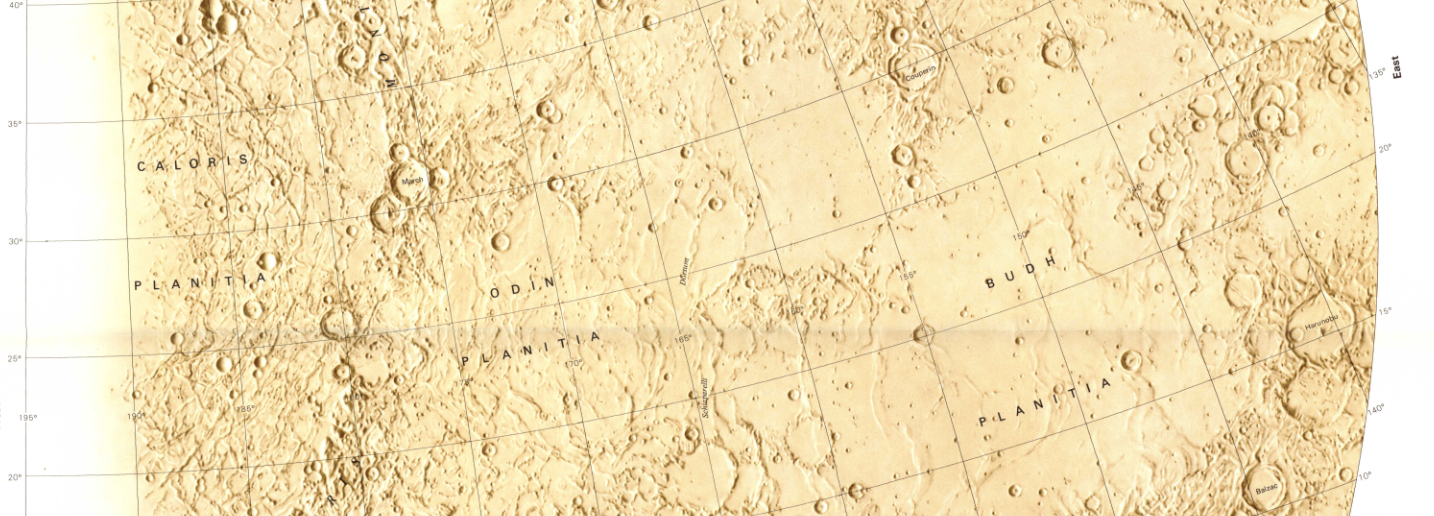
Vue partielle de Caloris Basin par Mariner 10 Plaines lisses Odin Planitia Budh Planitia